# Tramvajová doprava v Londýně

Mapa londýnské tramvajové sítě zrušené v roce 1952

Tramvajová doprava byla v Londýně provozována od roku 1861 do roku 1952 a pak znovu od roku 2000. Zrušení tramvajové dopravy v roce 1952 bylo způsobeno konkurencí autobusů a vysokými provozními náklady. V současné době řídí tramvajovou dopravu v oblasti Velkého Londýna organizační jednotka Transport for London (TfL) - London Trams.

## Historie
První tramvaje se v Londýně objevily v prosinci 1861. Byly to koněspřežné tramvaje a projížděly podél Victoria Street ve Westminsteru. Tuto dopravu provozovala společnost George Francis Train. Síť se rozrostla a objevily se i další společnosti, od roku 1901 byly koněspřežné tramvaje nahrazovány elektrickými. Z londýnské dopravy zmizely koněspřežné tramvaje před první světovou válkou.

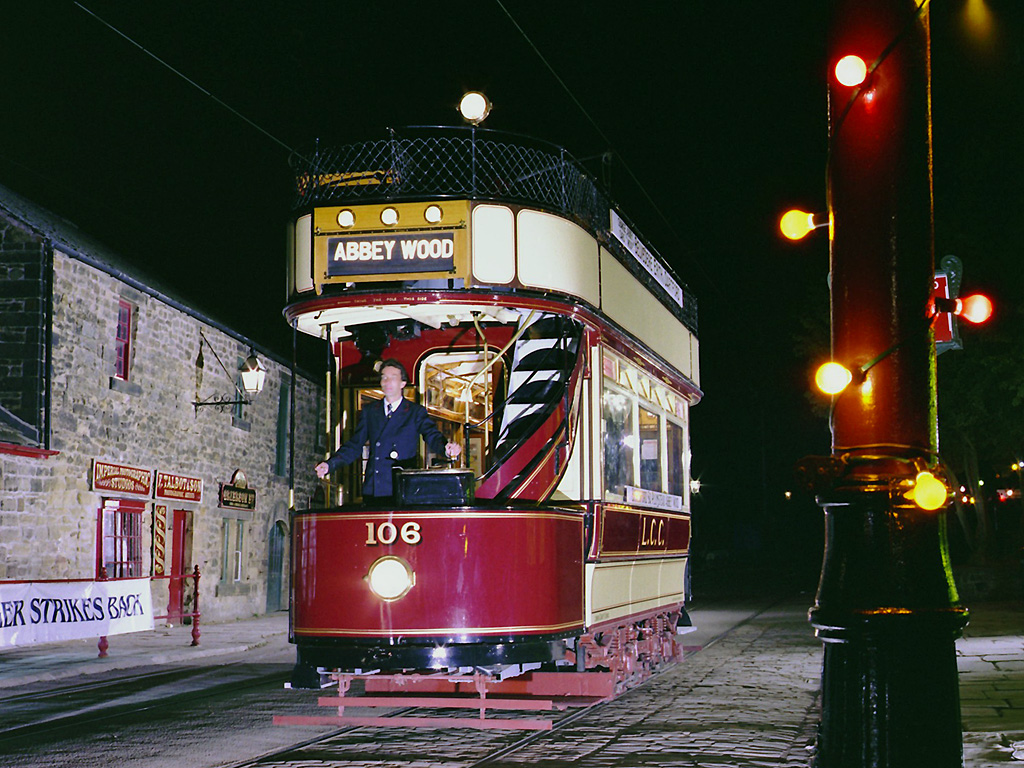
Ukázka historické londýnské tramvaje z roku 1903

V době největšího rozkvětu vedly tramvajové linky většinou z centra Londýna na jeho předměstí. V roce 1931 byla síť 555 km (354 mil) dlouhá a obsluhovalo jí 2600 vozů. Například Kingsway tramway subway měla 26 km dlouhou linku (mezi Highgate a Downhamem) - nejdelší tramvajovou trasu v hrabství Londýn a část linek jezdící v podzemním tunelu.
Tramvaje však začaly být považované za překonaný dopravní prostředek a v roce 1931 Královská komise doporučila nahradit tramvaje trolejbusy. V letech 1935 - 1940 tak zanikla polovina sítě, poté byla přerušena válkou. Po válce rušení pokračovalo, místo trolejbusů byly tramvaje nahrazovány autobusy. Poslední tramvaj vyjela na trať ráno 6. července 1952.

## Současnost

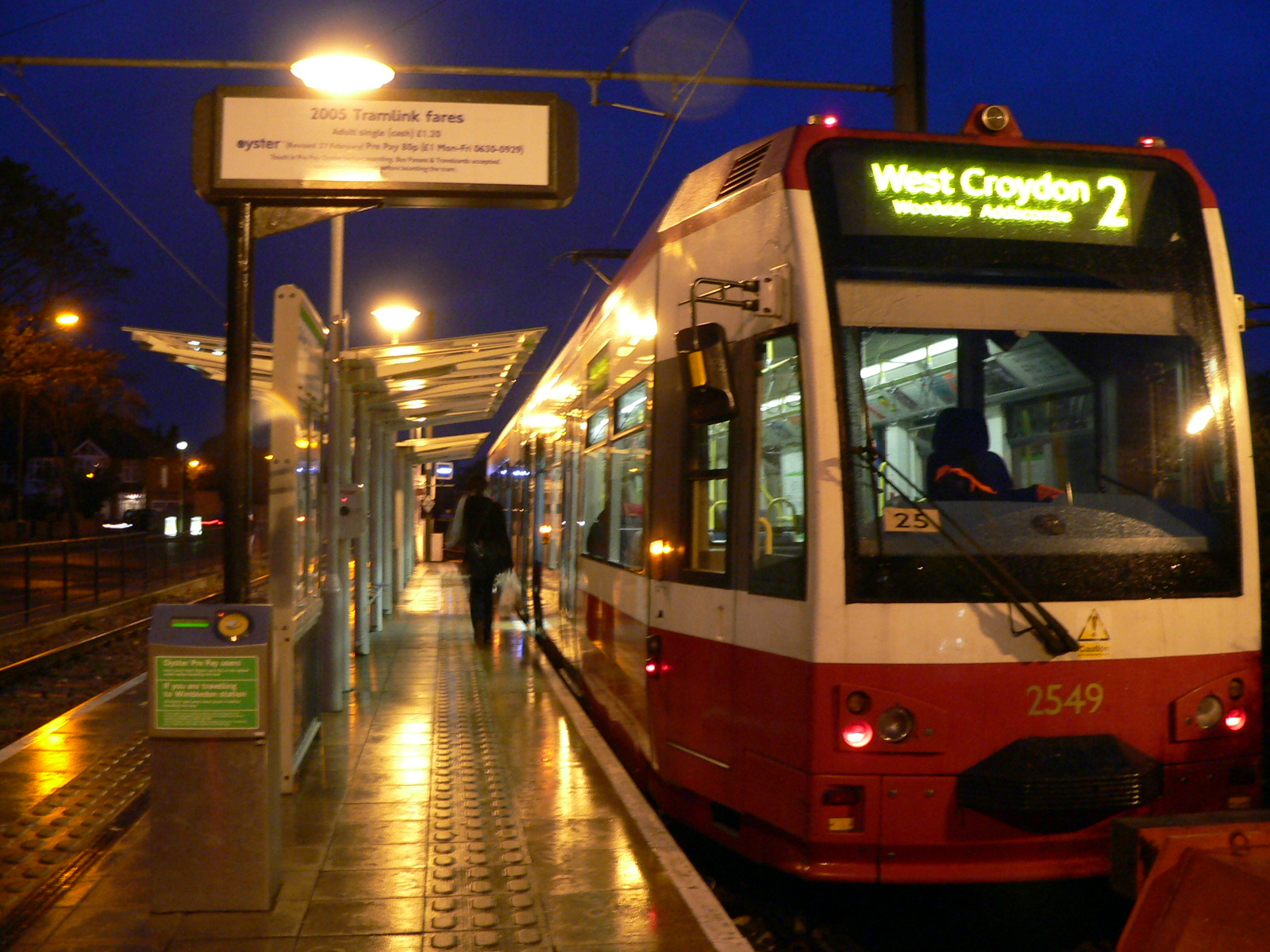
Tramvaj na stanici Beckenham Junction

Druhá etapa využití tramvají v městské hromadné dopravě začala otevřením trasy Croydon Tramlink v jižním Londýně v roce 2000. Na této trase byla použita moderní nízkopodlažní kloubová tramvajová vozidla.

### Vymezení
Tramlink (donedávna označovaný jako Croydon Tramlink) je tramvajová síť v jižním Londýně provozovaná společností FirstGroup na základě smlouvy s London Trams. Tramlink se setkává s železnicí na mnoha stanicích, ale vzhledem k tomu, že je provozován v oblasti, která není v dosahu metra (toto byl jeden z důvodů vzniku Tramlinku), je jedinou styčnou stanicí zastávka Wimbledon.
Systém je vybudován v okolí Croydonu a byl uveden do provozu v květnu 2000. Je to jediný tramvajový systém funkční v současné době. Plánováno je rozšíření tras ke Crystal Palace, Purley, Streatham a Tooting.

### Vozový park
Používají se kloubové nízkopodlažní tramvaje typu Flexity Swift CR-4000 vyrobené společností Bombardier Transportation ve Vídni. Vozový park obsahuje 24 vozidel. Tramvaje CR-4000 mají šest náprav, jeden kloub, jsou oboustranné a na každé straně mají 4 dveře. Vozidlo má délku 30,1 m a je široké 2,65 m obsahuje 70 sedadel a je schopno pojmout asi 200 cestujících.